# Parc d'État de Lake Bemidji
Le parc d'État de Lake Bemidji (en anglais : Lake Bemidji State Park), est une réserve naturelle située dans l'État du Minnesota, aux États-Unis. Cette aire protégée abrite un district historique inscrit au Registre national des lieux historiques depuis le 25 octobre 1989, les Lake Bemidji State Park CCC/NYA/Rustic Style Historic Resources.